# Batalha do Nedao
A Batalha de Nedao ou do Nedao ocorreu às margens do rio Nedao, um afluente do Sava, na Panônia em 455. Depois da morte de Átila, e em meio aos conflitos de sucessão entre o filho mais velho Elaco e seus irmãos, alguns dos povos vassalos germânicos que formavam parte do exército huno se rebelaram. 
Ardarico, rei dos gépidas que fora um dos generais mais leais de Átila, liderou a revolta, a qual também se uniram os ostrogodos com seus reis Teodomiro (r. 451–474), Valamiro (r. 451–465) e Videmiro (r. 451–473)
O exército huno foi derrotado, e Elaco foi morto durante ou imediatamente após a batalha. Desta forma, os gépidas e os ostrogodos ficaram independentes do Império Huno, que já tinha começado a se desintegrar. O que restou das forças hunas foi expulso por Ardarico, os sobreviventes fugiram para o Mar Negro.